# Општина Пастравени (Њамц)
Пастравени (рум. Păstrăveni) општина је у Румунији у округу Њамц.
Oпштина се налази на надморској висини од 275 m.